# Barbara Thériault
Barbara Thériault, née le 21 février 1972 à Lévis, est une sociologue québécoise formée en Allemagne. Elle est également feuilletoniste, coiffeuse et journaliste,.

## Biographie
En 2001, Barbara Thériault soutient une thèse de doctorat en sociologie des religions au Max-Weber-Kolleg de l'université d'Erfurt. Elle devient ensuite, en 2003, professeure au département de sociologie de l'Université de Montréal. Puis, elle réalise en 2012 une thèse d'habilitation à l'université européenne Viadrina de Francfort-sur-l'Oder.
Depuis, elle a également été stadtschreiberin, c'est-à-dire écrivaine publique en résidence, à Lviv en 2018 et à Halle-sur-Saale en 2022,. Barbara Thériault a également été fellow au Max-Weber-Kolleg de l'université d'Erfurt en 2019-2020 puis au Wissenschaftskolleg zu Berlin en 2023-2024.

## Apports

### Feuilleton sociologique
Thériault est surtout connue pour sa démarche de renouvellement de l'écriture en sciences sociales, démarche qui passe pour elle à travers la redécouverte et l'actualisation du feuilleton sociologique. Il s'agit d'un genre qu'elle décrit comme une « forme hybride alliant sociologie, littérature et reportage », tel que le pratiquait notamment le sociologue, journaliste et critique de cinéma Siegfried Kracauer (1889–1966). Afin de faire découvrir ce genre, elle a notamment co-fondé Siggi. Le magazine de sociologie, un périodique grand public qui met de l'avant une sociologie ancrée dans le quotidien, littéraire et réflexive, dans l'esprit des écrits de Siegfried (Siggi) Kracauer.

### Ethnographie
Cependant, ce sont peut-être les innovations méthodologique de Thériault qui retiennent le plus l'attention du grand public. En effet, afin de mener à bien ses enquêtes ethnographiques sur les régions de l'Est de l'Allemagne, Thériault a appris puis pratiqué les métiers de coiffeuse et de journaliste. Ses immersions lui ont permis de partager le quotidien des gens habitant les provinces de l'Est et ainsi parvenir à une description originale de leur vie. Elle a notamment cerné leur ethos de la juste mesure, valorisant un conformisme esthétique ni exubérant ni négligé, ainsi que la fonction sociale du salon de coiffure, lieu de rencontre et de sociabilité,,.

## Publications
- Abenteuer einer linkshändigen Friseurin [Aventures d'une coiffeuse gauchère], Éditions überland, Leipzig, 2024.
- Die Bodenständigen. Erkundungen aus der nüchternen Mitte der Gesellschaft [Enquête sur le milieu sobre de la société], Éditions überland, Leipzig, 2020.
- The Cop and the Sociologist: Investigating Diversity in German Police Forces, transcript, Bielefeld, 2013.
- « Conservative Revolutionaries »: Protestant and Catholics Churches in Germany after Radical Political Change in the 1990s, Berghahn Books, New York/Oxford, 2004.

## Distinctions
- Prix d'innovation et d'excellence 2024, dans la catégorie « ethnographie », de la Société allemande de sociologie pour Aventures d'une coiffeuse gauchère[14].
- Prix du plus beau livre régional allemand 2020 de L'Association allemande du commerce du livre et de la Fondation pour l'art du livre pour Enquête sur le milieu sobre de la société[15].
- Prix Innover en allemand/Innovate German Award 2021 de l'association Études Allemandes Canada pour le séminaire : « Sociologie, feuilleton, reportage » donné à l'Université de Montréal[16].
- Prix de l'excellence de l'enseignement 2015 de l'Université de Montréal[17].